# Natalie Achonwa
Natalie Achonwa, née le 22 novembre 1992 à Toronto, en Ontario, est une joueuse canadienne de basket-ball. Elle évolue au poste d'ailière.

## Biographie
Elle se blesse au ligament croisé antérieur du genou gauche lors du tournoi final NCAA 2014 face aux Bears de Baylor alors qu'elle alignait des statistiques élevées de 14,9 points et 7,7 rebonds par match pour son année senior, mais elle est draftée en 2014 par le Fever de l'Indiana en neuvième position, première du choix non américain.
Blessée en 2014, elle fait ses débuts en WNBA avec le Fever de l'Indiana durant la saison 2015 et obtient le titre du Rookie du mois de juin avec des statistiques de 10,2 points à 52,6 % et 4,6 rebonds. Elle figure également dans la WNBA All-Rookie Team 2015 en cinquième position.
Au début de la saison 2018, elle réalise sa meilleure performance en carrière le 12 juin avec 26 points et 15 rebonds face aux Aces de Las Vegas, mais ne peut empêcher la neuvième défaite consécutive du Fever.

## A l'étranger
Pour sa première expérience professionnelle hors du continent américain, elle s'engage pour 2015-2016 en faveur du club italien de Saces Dike Napoli qui avait précédemment engagé Noelle Quinn, Jelena Ivezić, Cierra Burdick et Gintarė Petronytė.
Pour 2017-2018, elle joue en Corée du Sud avec Woori Bank Wibee.
En raison de l'indisponibilité d'Isabelle Yacoubou à l'automne 2019, elle signe à Bourges en novembre. En raison de contrat WNBA, elle quitte le club fin février et cède sa place à Ana Filip.

## Équipe nationale
Le Canada dispute et remporte les Jeux panaméricains de 2015 organisés à Toronto avec 5 victoires pour aucun revers, puis remporte également l'or au Championnat des Amériques en août 2015 en disposant de Cuba en finale, ce qui qualifie directement l'équipe pour les Jeux olympiques de Rio.

## Palmarès
- 3e du championnat des Amériques 2009
- Quarts de finale du tournoi féminin de basket-ball aux Jeux olympiques d'été de 2012.
- 1re du championnat des Amériques 2015[14]
- 1re des Jeux panaméricains de 2015[13]

## Distinctions personnelles
- WNBA All-Rookie Team 2015[7]